# Comunele Finlandei

Harta Finlandei, în 2009, cu comune și regiuni reprezentate pe ea

Comuna (în finlandeză kunta; în suedeză kommun) este nivelul de administrație locală din Finlanda și reprezintă unitatea administrativă auto-guvernată fundamentală din țară. Toată țara estă împărțită în comune și din punct de vedere legal toate comunele sunt egale între ele, deși unele comune au și statut de oraș (finlandeză kaupunki; suedeză stad). Autoritățile comunale au dreptul de a impune taxe pe venit, care fluctuează între 16 și 22 procente. De asemenea, ele oferă două treimi din serviciile publice, controlează și gestionează multe din serviciile comunale, aprovizionarea cu apă, școlile, sănătatea și  străzile locale. Totuși ele nu au nici o atribuție cu arterele rutiere de importanță națională, nu pot elabora legi și nu conduc organele de poliție – aceste prerogative revenind autorităților centrale.

## Statistici
Comune unilingve de finlandeză
     Comune bilingve, finlandeza majoritară, suedeza minoritară
     Comune bilingve, suedeza majoritară, finlandeza minoritară
     Comune unilingve de suedeză
     Comune bilingve, finlandeza majoritară, sami minoritară

Comune unilingve de finlandeză
Comune bilingve, finlandeza majoritară, suedeza minoritară
Comune bilingve, suedeza majoritară, finlandeza minoritară
Comune unilingve de suedeză
Comune bilingve, finlandeza majoritară, sami minoritară

În 2018, în Finlanda erau 311 de comune, dintre care 107 au statut de oraș. În 2009, 292 de comune erau unilingve de finlandeză, 19 comune erau unilingve de suedeză (16 în regiunea autonomă Åland și 3 în Ostrobotnia), iar 37 de comune erau bilingve: 18 cu finlandeza majoritară, 15 cu suedeza majoritară și 4 cu limba sami majoritară.
Suprafața comunelor variază considerabil, așa cum populația este criteriul primar de formare a comunei. Cele mai mari comune sunt în Laponia, iar cea mai mare este Inari cu 17.333,62 km² (15.060,09 km² uscat). Cele mai mici comune sunt Kaskinen, un oraș independent cu o suprafață de 175,36 km² (10,64 km² uscat), și Kauniainen, cu 6 km² (5,89 km² uscat).
În general, linia dintre un oraș și un orașel micuț sau o comună rurală poate fi trasată la orașul Hamina, ce are 19.554 de locuitori. În clasamentul populației, deasupra Haminei sunt doar orașe. Totuși, există multe orașe cu populații mai mici decât al Haminei. Cel mai mic oraș din Finlanda, Kaskinen, datează din 1785, dar are o populație de 1.240 de locuitori (2023).

### Populație
| Populație (2009)         | Număr de comune | Număr de comune (%) | Populația totală | Populația totală (%) |
| ------------------------ | --------------- | ------------------- | ---------------- | -------------------- |
| Peste 500.000            | 1               | 0,29                | 579.016          | 10,85                |
| Între 100.000 și 500.000 | 7               | 2,01                | 1.191.230        | 22,32                |
| Între 50.000 și 100.000  | 11              | 3,16                | 749.553          | 14,04                |
| Între 40.000 și 50.000   | 4               | 1,15                | 187.941          | 3,52                 |
| Între 30.000 și 40.000   | 11              | 3,16                | 393.334          | 7,37                 |
| Între 20.000 și 30.000   | 21              | 6,03                | 501.040          | 9,39                 |
| Între 10.000 și 20.000   | 45              | 12,93               | 648.276          | 12,14                |
| Între 5.000 și 10.000    | 92              | 26,44               | 667.339          | 12,5                 |
| Între 2.000 și 5.000     | 107             | 30,75               | 357.057          | 6,69                 |
| Între 1.000 și 2.000     | 36              | 10,34               | 55.752           | 1,04                 |
| Sub 1.000                | 13              | 3,74                | 7.466            | 0,14                 |
| Total                    | 348             | 100,00              | 5.338.004        | 100,00               |

Populația medie a comunelor din Finlanda este de 15.339 de locuitori.

### Suprafață
| Suprafața (în km², în 2009) | Număr de comune | Număr de comune (%) | Suprafața totală | Suprafața totală (%) |
| --------------------------- | --------------- | ------------------- | ---------------- | -------------------- |
| Peste 10.000                | 2               | 0,57                | 26.748,78        | 8,8                  |
| Între 5.000 și 10.000       | 8               | 2,3                 | 51.845,55        | 17,06                |
| Între 2.000 și 5.000        | 15              | 4,31                | 45.215,56        | 14,88                |
| Între 1.000 și 2.000        | 47              | 13,51               | 64.150,95        | 21,11                |
| Între 500 și 1.000          | 104             | 29,89               | 70.486,12        | 23,19                |
| Între 200 și 500            | 105             | 30,17               | 37.047,65        | 12,19                |
| Între 100 și 200            | 50              | 14,37               | 7.459,61         | 2,45                 |
| Între 50 și 100             | 8               | 2,3                 | 690,8            | 0,23                 |
| Sub 50                      | 9               | 2,59                | 253,82           | 0,08                 |
| Total                       | 348             | 100,00              | 303.898,84       | 100,00               |

Superfața medie a comunelor din Finlanda este de 873,27 km².

## Comune după regiuni
- Comune din Finlanda Centrală
- Comune din Finlanda Propriu-Zisă
- Comune din Kainuu
- Comune din Kymenlaakso
- Comune din Laponia
- Comune din Carelia de Nord
- Comune din Carelia de Sud
- Comune din Ostrobotnia
- Comune din Ostrobotnia Centrală
- Comune din Ostrobotnia de Nord
- Comune din Ostrobotnia de Sud
- Comune din Pirkanmaa
- Comune din Satakunta
- Comune din Savonia de Nord
- Comune din Savonia de Sud
- Comune din Tavastia Proprie
- Comune din Päijänne Tavastia
- Comune din Uusimaa
- Comune din Uusimaa de Est
- Comune din Åland